# Dynín
Dynín, bis 1923 Dinín (deutsch Dinin) ist eine Gemeinde in Tschechien. Sie liegt neun Kilometer nordwestlich von Lomnice nad Lužnicí in Südböhmen und gehört zum Okres České Budějovice.

## Geographie

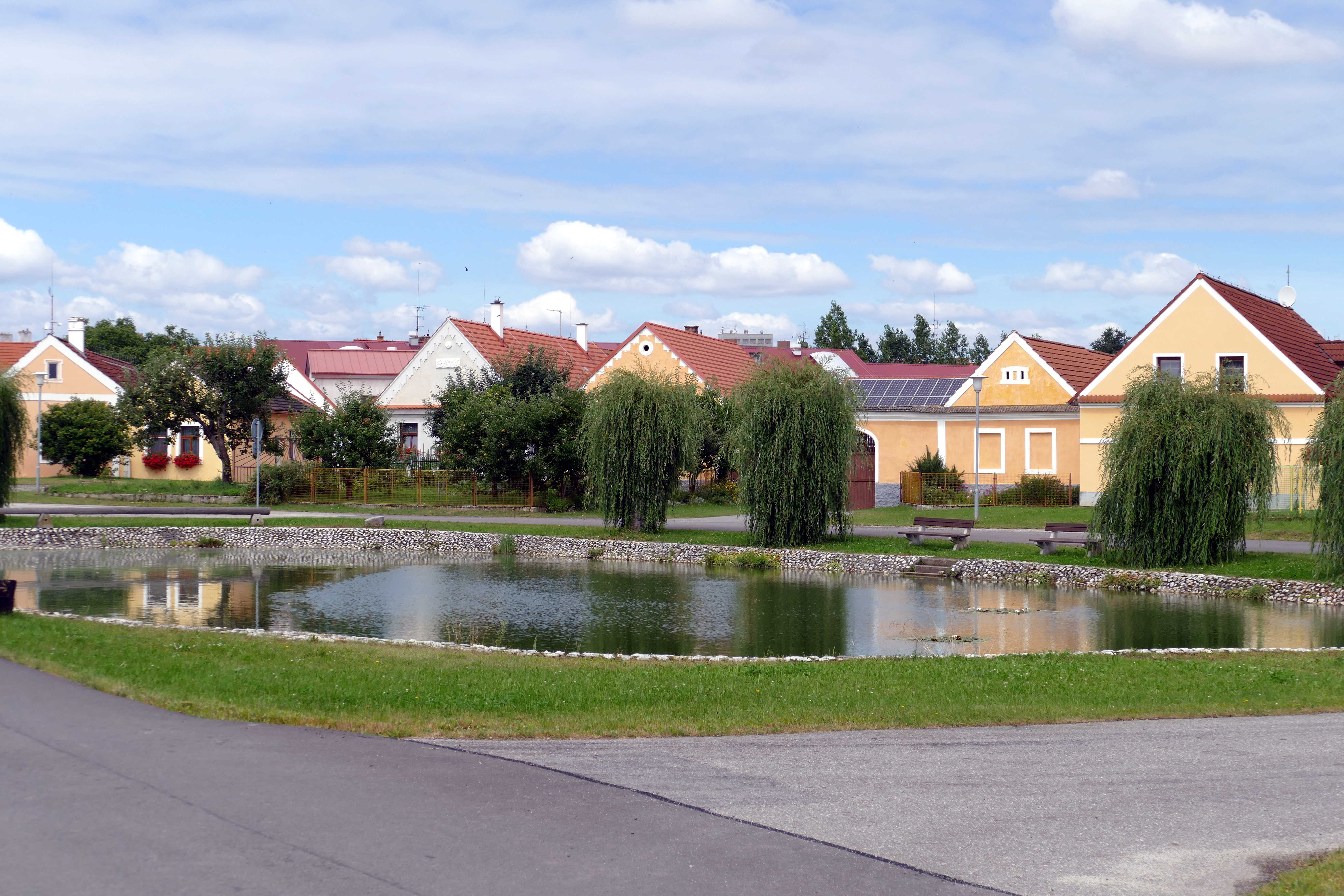
Dorfteich

Dynín befindet sich im Wittingauer Becken im Landstrich Pšeničná Blata. Das Dorf liegt westlich des Teiches Bošilecký rybník an der Einmündung des Baches Neplachovský potok in den Bošilecký potok. Gegen Südosten liegt der Záblatský rybník. Westlich von Dynín verläuft die Bahnstrecke České Budějovice–Veselí nad Lužnicí, dahinter die Silnice I/3 (ein Teil der Europastraße 55) zwischen Budweis und Veselí nad Lužnicí. Südlich des Ortes befindet sich ein Flugplatz.
Nachbarorte sind Sedlíkovice, Sviny und Kundratice im Norden, Bošilec und Vlkov im Nordosten, Bašta, Ponědrážka und U Chrtů im Osten, Lhota, Ponědraž und Lhotecký Dvůr im Südosten, Mazelov im Süden, Ševětín, Švamberk und Neplachov im Südwesten, Radonice im Westen sowie Hradina, Hvozdno, Pelejovice und Dolní Bukovsko im Nordwesten.

## Geschichte
Die erste schriftliche Erwähnung von Dynyn erfolgte im Jahre 1341, als Peter I. von Rosenberg einen Teil des Dorfes dem Dominikanerkloster Ústí überließ. Dynyn gehört zusammen mit Bošilec und Ponědraž zu den ersten Besitzungen der Rosenberger in dieser Gegend, die drei Dörfer bildeten den Grundstock zum Aufbau der Herrschaft Bukovsko. Im Rosenberger Urbar von 1379 wurde das Dorf als Teil des Gutes Bukovsko aufgeführt. Später wurde Dynín an die Herrschaft Wittingau angeschlossen. Über Dynín führte mit der Linzer Straße von Budweis nach Prag ein bedeutsamer mittelalterlicher Handelsweg. In Kriegszeiten war der Ort dadurch von Truppendurchzügen und Plünderungen betroffen. Während des Dreißigjährigen Krieges wurde das Dorf gänzlich verwüstet und niedergebrannt. Im Jahre 1660 ließ der neue Besitzer der Herrschaft Wittingau, Johann Adolf Graf von Schwarzenberg das wüste Dorf wiederbesiedeln. Im Jahre 1840 bestand Dinin/Dinjn aus 36 Häusern mit 326 Einwohnern. Pfarrort war Boschiletz. Bis zur Mitte des 19. Jahrhunderts blieb das Dorf immer anteilig der Herrschaft Wittingau untertänig.
Nach der Aufhebung der Patrimonialherrschaften bildete Dinín/Dinin ab 1850 mit dem Ortsteil Lhota eine Gemeinde in der Bezirkshauptmannschaft Třeboň/Wittingau und dem Gerichtsbezirk Lomnice nad Lužnicí. Lhota löste sich 1867 los. 1873 entstand westlich des Dorfes parallel zur Kaiserstraße die Bahnstrecke České Budějovice–Veselí nad Lužnicí, die Bahnstation wurde einen reichlichen Kilometer nördlich des Dorfes auf freiem Feld errichtet. 1910 lebten in der Gemeinde 321 tschechischsprachige Einwohner. Im Laufe des 20. Jahrhunderts entstand an der Bahnstation die Ansiedlung Hradina. Der amtliche tschechische Ortsname wurde 1923 auf Dynín geändert. Im selben Jahr entstand in Dynín in enorm kurzer Bauzeit eine eigene Schule, der im Frühjahr begonnene Bau wurde bereits zu St. Wenzel eingeweiht. Bei der Schnelle des Schulbaus war offensichtlich die Qualität vernachlässigt worden, bereits 1927 war die Holzdielung in den Klassenzimmern und Fluren so verschlissen, dass sie erneuert werden musste. Nach der Aufhebung des Okres Třeboň wurde Dynín 1948 Teil des Okres Soběslav. Dieser wurde 1961 wieder aufgelöst und das Dorf dem Okres České Budějovice zugeordnet. Am 12. Juni 1960 erfolgte die Eingemeindung von Lhota mit Záblatí 1.dil, zum 1. April 1976 kamen noch Neplachov und Bošilec als Ortsteile hinzu. Nach der Schließung der Grundschule wurde 1982 im Schulhaus ein zweizügiger Kindergarten eröffnet. Wegen des Rückzuges der Kinder aus den anderen Gemeinden im Einzugsbereich bestand ab 1991 nur noch eine Kindergartengruppe. Der historische Ortskern von Mazelov ist seit 1990 ein ländliches Denkmalschutzgebiet. Neplachov und Bošilec lösten sich nach Referenden zum 24. November 1990 wieder los. 1991 übereignete die JZD Dynín das Schulhaus der Gemeinde, die vergeblich versuchte, neben dem Kindergarten auch den Schulbetrieb wiederzubeleben. 1997 beschloss der Gemeinderat den Umbau der Schule zu einer Gaststätte, die 1999 eröffnete.

## Gemeindegliederung
Die Gemeinde Dynín besteht aus den Ortsteilen Dynín (Dinin) und Lhota, die zugleich auch Katastralbezirke bilden.
Grundsiedlungseinheiten sind Dynín, Hradina, Lhota und Lhotecký Dvůr (Lhotahof).

## Bevölkerungsentwicklung
| Jahr      | 1869 | 1880 | 1890 | 1900 | 1910 | 1921 | 1930 | 1950 | 1961 | 1970 | 1980 | 1991 | 2001 | 2011 | 2021 |
| --------- | ---- | ---- | ---- | ---- | ---- | ---- | ---- | ---- | ---- | ---- | ---- | ---- | ---- | ---- | ---- |
| Einwohner | 532  | 534  | 526  | 521  | 499  | 478  | 448  | 371  | 399  | 345  | 390  | 351  | 344  | 319  | 342  |

## Sehenswürdigkeiten

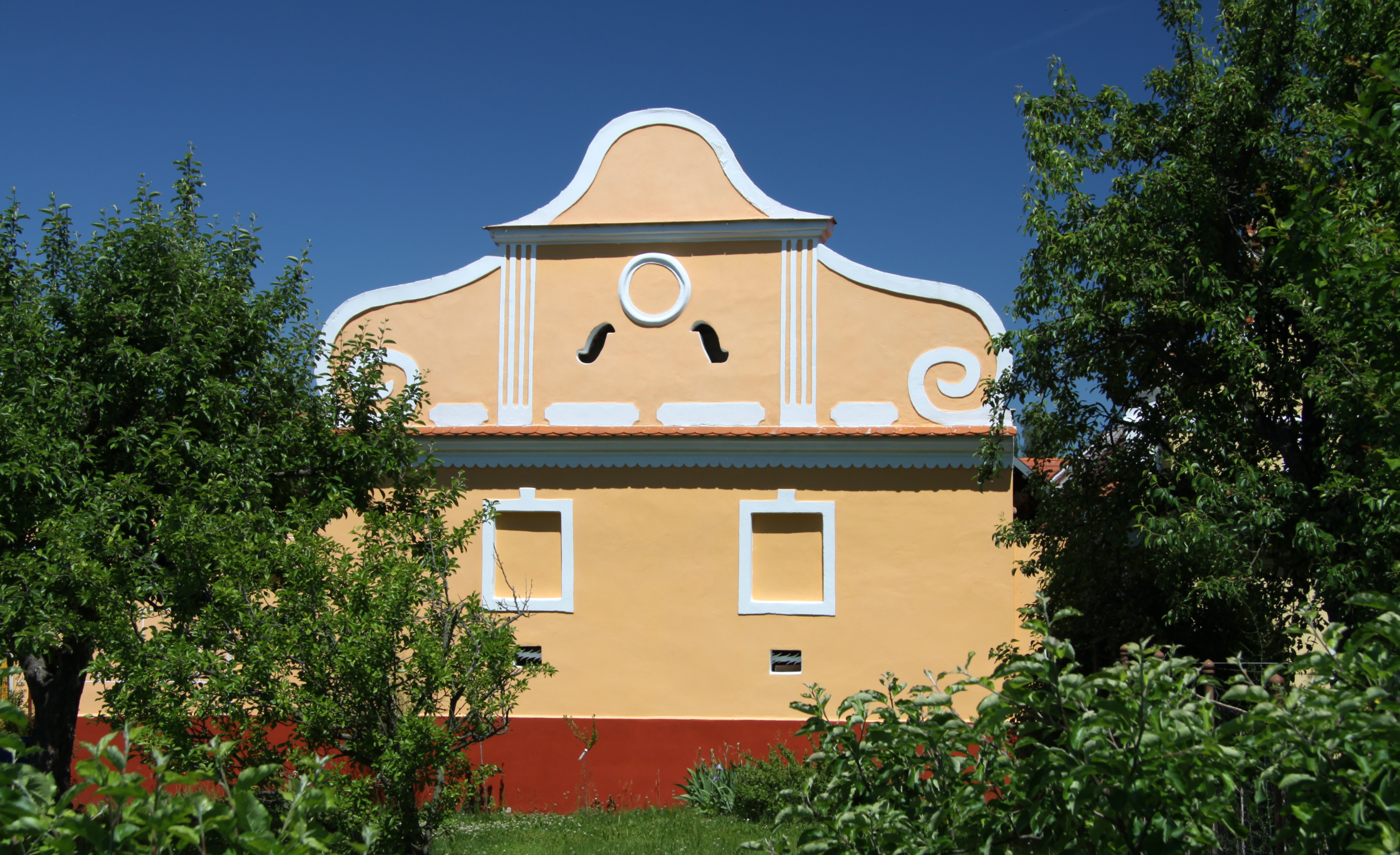
Historisches Gehöft am Dorfanger

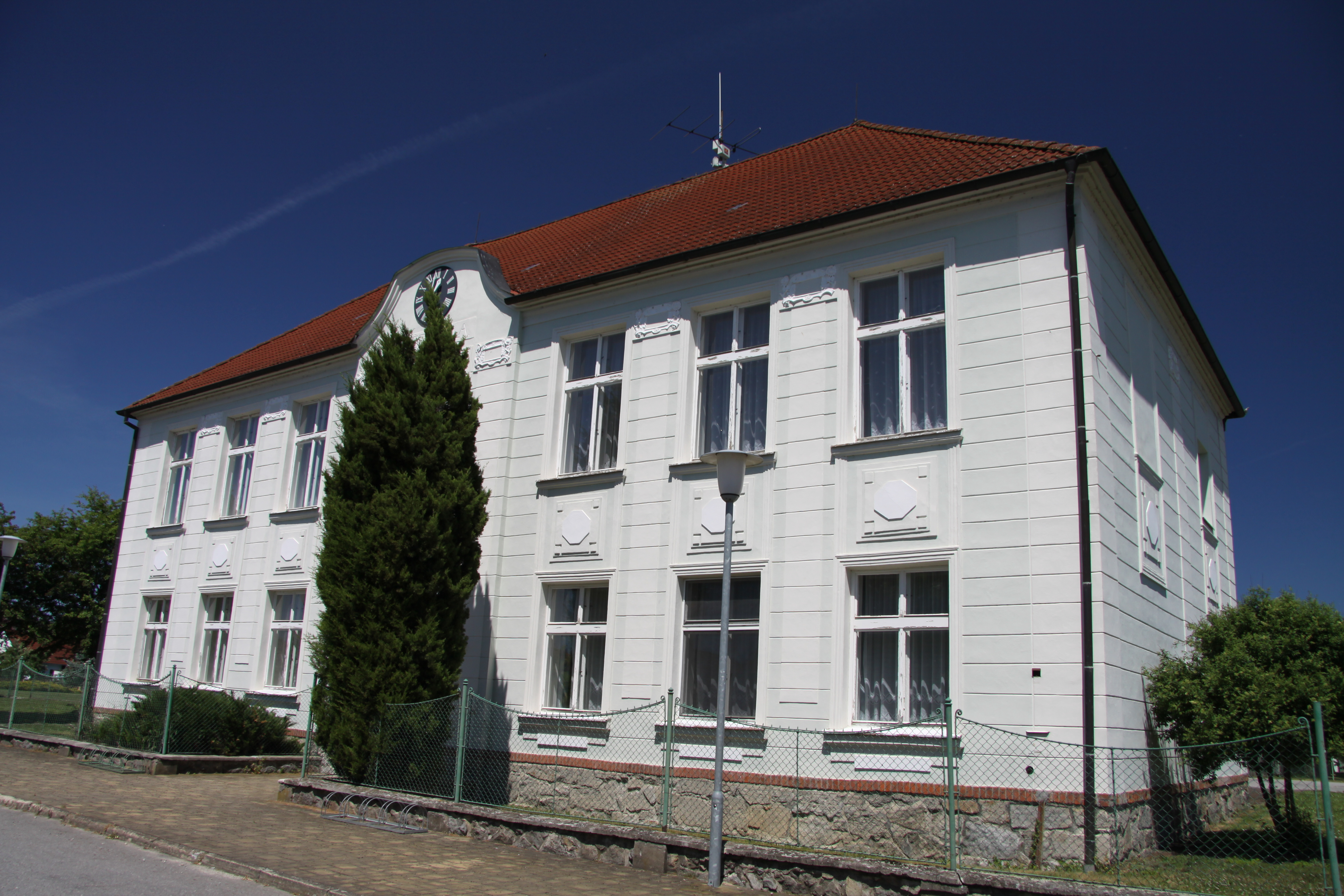
Alte Schule

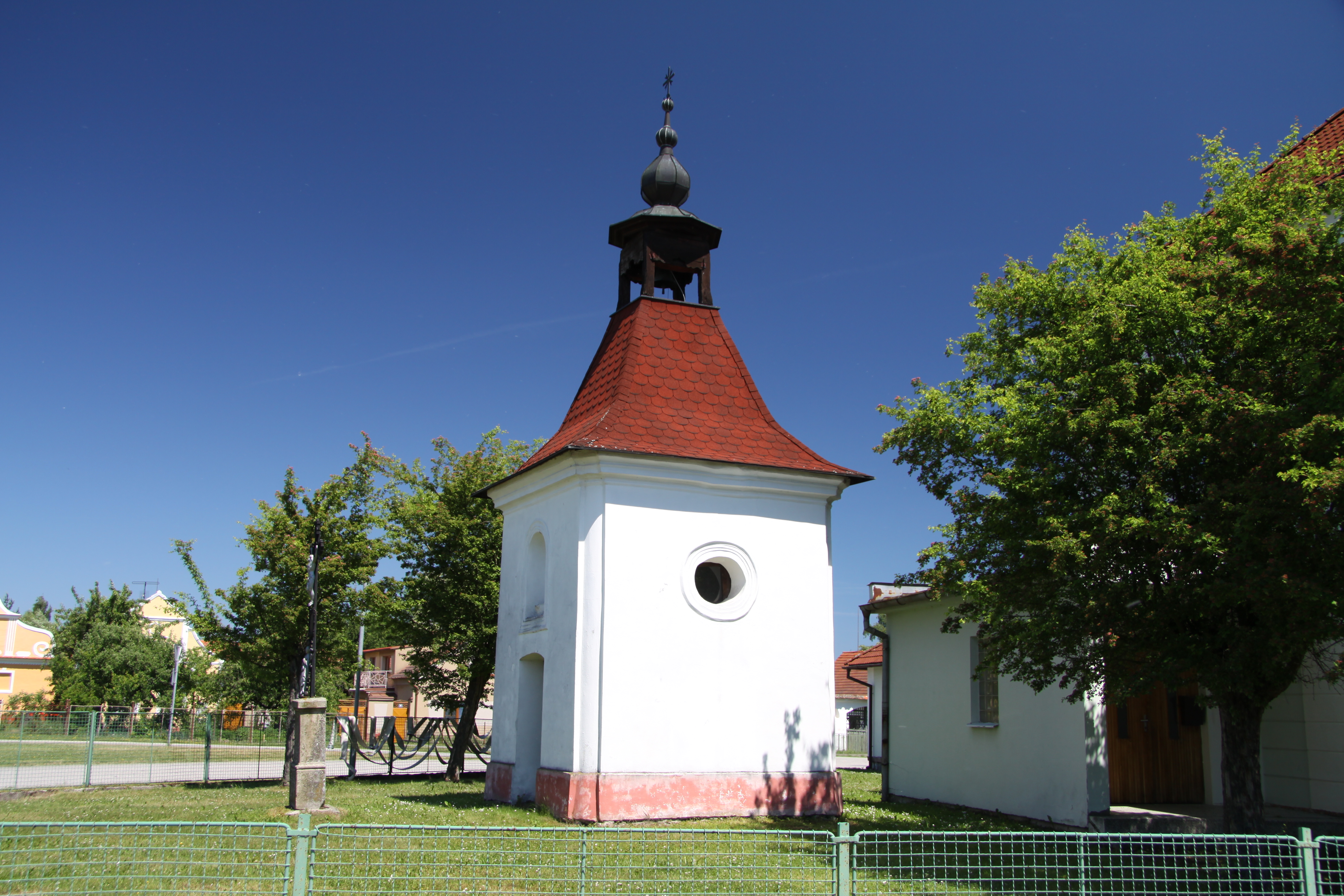
Kapelle St. Wenzel

- Neobarocke Kapelle des hl. Wenzel auf dem Dorfplatz, errichtet 1929
- Gehöfte im Blatastil des südböhmischen Bauernbarock, errichtet im 19. Jahrhundert. Das älteste Gebäude ist eine 1815 erbaute Scheuer.
- Alte Schule, errichtet 1923
- Nischenkapelle am Weg nach Lhota
- Kapelle in Lhota
- Torfmoor Hliníř am gleichnamigen Teich östlich des Ortes, Naturschutzgebiet
- Moorwiesen Lhota u Dynína bei Lhota, Naturschutzgebiet